# Masafumi Maeda
Masafumi Maeda (前田 雅文 Maeda Masafumi?), född 25 januari 1983 i Shiga prefektur, är en japansk före detta fotbollsspelare.
Maeda började sin karriär 2005 i Gamba Osaka. Med Gamba Osaka vann han japanska ligan 2005 och japanska ligacupen 2007. 2008 flyttade han till Ventforet Kofu. Efter Ventforet Kofu spelade han för Thespa Kusatsu. Han avslutade karriären 2011.